# Голем (роман)
«Голем» (нем. Der Golem) — первый и наиболее известный роман австрийского писателя-экспрессиониста Густава Майринка, один из значительнейших памятников литературы экспрессионизма. На русский язык переведён Давидом Выгодским и Альфредом Соляновым.

## Сюжет
Действие происходит в Праге. Однажды безымянный рассказчик перепутал свою шляпу с другой, внутри которой было написано имя владельца — Атанасиус Пернат. После этого он стал видеть странные обрывочные сны, в которых он был тем самым Пернатом — камнерезом и реставратором из еврейского гетто в Праге. В этих снах он переживает целую историю, и, в конечном итоге, пытается найти Атанасиуса Перната в реальности, и узнаёт, что события, которые он видел в своих снах, происходили в реальности много лет назад…

## Персонажи

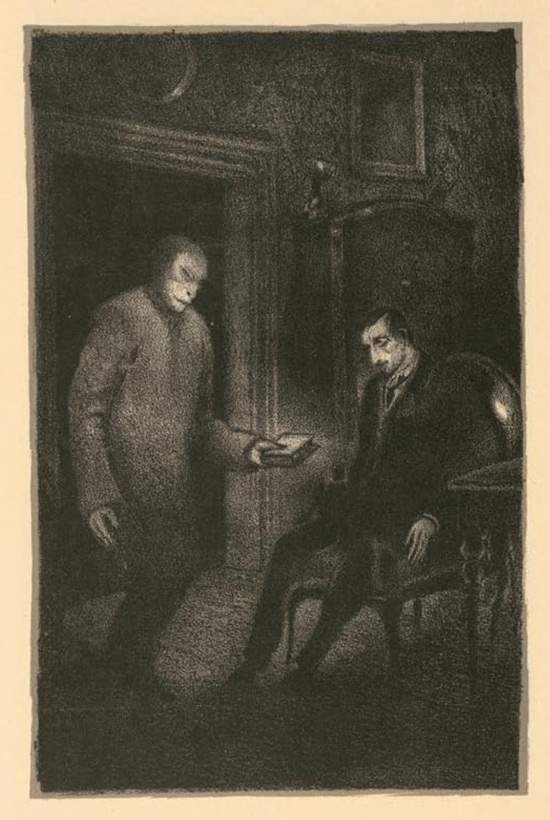
Голем передаёт Пернату книгу Ибур

- Рассказчик — безымянен, о нём почти ничего неизвестно.
- Атанасиус Пернат — резчик по камню и реставратор, протагонист в снах рассказчика.
- Аарон Вассертрум — старьёвщик и скупщик краденого, отвратителен как внешне, так и внутренне, совмещает в себе чуть ли не все пороки.
- Розина — 14-летняя рыжеволосая девочка, ведущая беспорядочную половую жизнь. Пытается привлечь к себе внимание реставратора, является объектом страсти Лойзы и Яромира.
- Харусек — нищий студент, учившийся на медика. Один из незаконнорождённых сыновей Вассертрума. Он настолько возненавидел сущность своего отца, что всю свою жизнь посвятил мести ему. Довёл до самоубийства Вассори — другого сына Вассертрума.
- Цвак — кукольник, друг Перната.
- Фрисляндер — художник, друг Перната
- Прокоп — композитор, друг Перната
- Савиоли — доктор, весьма состоятельный человек, в своё время перешедший дорогу Вассертруму.
- Ангелина — любовница доктора Савиоли.
- Шемайя Гиллель — архивариус, искренне верящий в легенду о Големе.
- Мириам — дочь Гиллеля.
- Лойза и Яромир — братья-близнецы, нищие подростки еврейского гетто.
- Вассори — окулист, один из незаконнорождённых сыновей Вассертрума. Устанавливал своим пациентам ложный диагноз — катаракту и проводил оплачиваемые операции по её «удалению».

## История публикации
Роман был опубликован в 1915 году и имел широкий успех. Несмотря на то, что в это время шла Первая Мировая война, и подобные немилитаризированные произведения в Австро-Венгрии не пользовались успехом, роман имел большой успех и разошёлся тиражом в 100 000 экземпляров.

## Роль романа в кинематографе
Роман оставил значительный след в кинематографе. Легенда о големе, которая стала широко известна благодаря книге Майринка, была использована Паулем Вегенером в создании целой трилогии фильмов о глиняном человеке. В 1936 году также был снят ремейк на один из фильмов Вегенера.
«Голем» был экранизирован в 1967 году французским режиссёром Жаном Кершброном. В 1979 в Польше был снят фильм «Голем» режиссёра Пётра Шулькина, в котором использовались персонажи из романа, однако сюжет, место и время действия были совершенно другими.